# Мирні люди

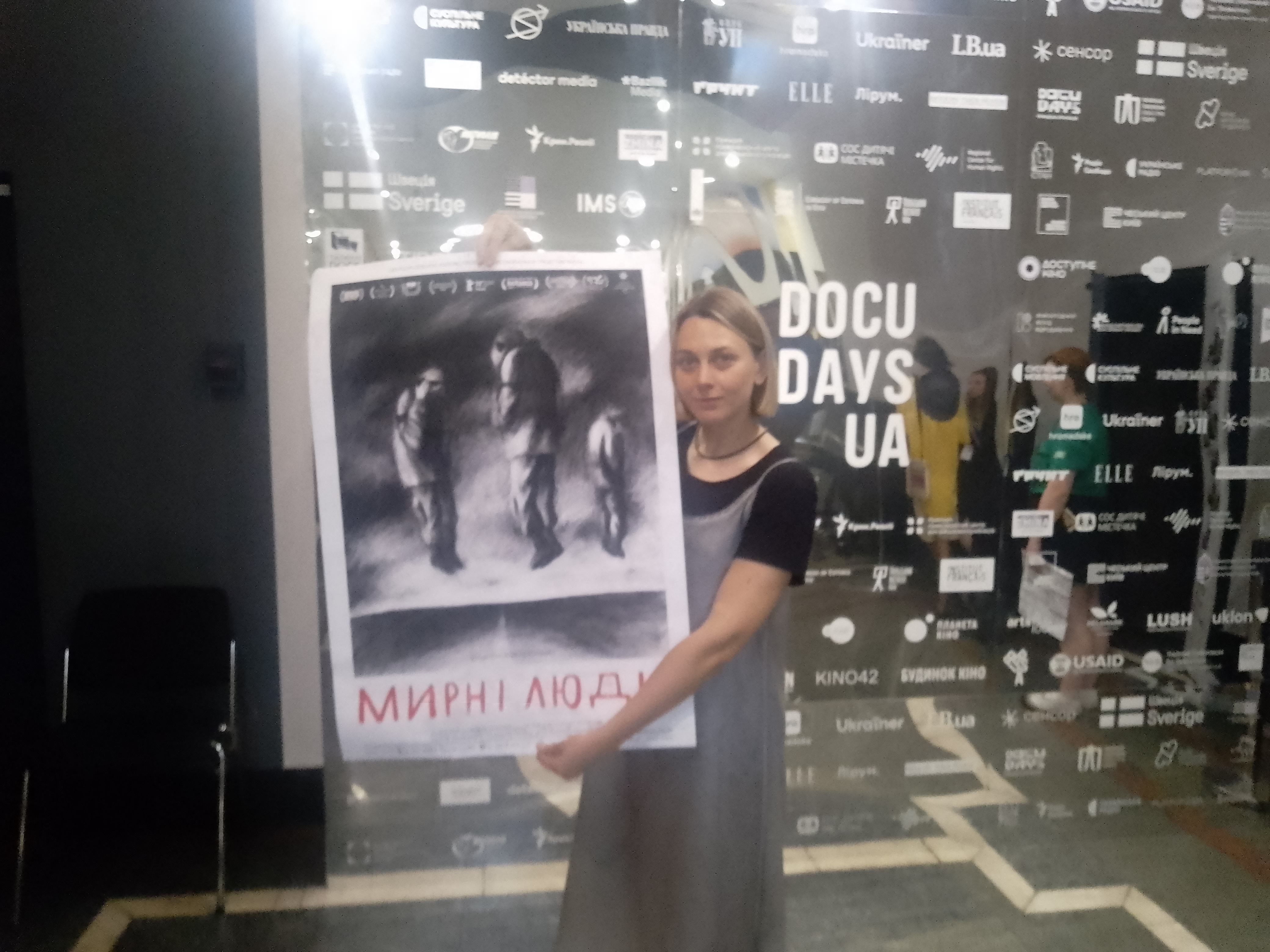
Режисерка Оксана Карпович на 21-му Docudays UA. "Мирні люди" відкривали фестиваль

«Мирні люди» (англ. Intercepted) — українсько-канадсько-французький документальний фільм 2024 року, створений режисеркою Оксаною Карпович. Стрічку створено за підтримки: SODEC, Téléfilm Canada, Conseil des arts et des lettres du Québec, CNC, Visions sud est, Swiss Agency for Development and Cooperation, Chicken & Egg Pictures 2022 Critical Issues Fund Grant, Hot Docs Ted Rogers Fund, Procirep — Société des Producteurs et de l’Angoa.

## Синопсис
Праця над стрічкою «Мирні люди» тривало близько двох років. Фільмування розпочались у квітні 2022 році, і завершились в лютому 2024 року. Матеріал для стрічки фільмували на Донбасі, у Київській, Харківській та Миколаївських областях. У стрічці показані наслідки бойових дій: розтрощені домівки, підірвані мости, згоріла техніка.
Після цього на статичні кадри було накладено аудіодоріжки телефонних розмов російських окупантів, які з початку повномасштабного вторгнення українські спецслужби регулярно перехоплювали та викладали їхні приватні розмови в інтернет. У телефонних розмовах окупанти розповідають про свої «імперські» плани, діляться «перемогами» та вихваляються, які «трофеї» планують привезти додому. Росіяни активно зізнаються своїм близьким у злочинах, а ті — з ентузіазмом підтримують їх. Найчастіше, ці діалоги відбуваються з матерями, дружинами та сестрами: тими, хто називає себе «звичайними мирними людьми».
17 лютого 2024 року на 74-му Берлінале відбулась світова прем'єра стрічки «Мирні люди» у межах програми Forum. 
31 травня 2024 року фільмом «Мирні люди» відкрився 21-й Міжнародний фестиваль документального кіно про права людини Docudays UA.

## Нагороди
| Рік  | Фестиваль                                              | Нагорода               | Категорія                                  | Результат |
| ---- | ------------------------------------------------------ | ---------------------- | ------------------------------------------ | --------- |
| 2024 | Берлінський міжнародний кінофестиваль                  |                        | Документальний фільм                       | Номінація |
| 2024 | Берлінський міжнародний кінофестиваль                  | Приз екуменічного журі | Спеціальна відзнака                        | Перемога  |
| 2024 | Міжнародний фестиваль незалежного кіно в Буенос-Айресі |                        | Найкращий міжнародний фільм                | Номінація |
| 2024 | Краківський кінофестиваль                              | Золотий ріг            | Найкращий міжнародний документальний фільм | Номінація |
| 2024 | Краківський кінофестиваль                              | ФІПРЕССІ               | Найкращий документальний фільм             | Перемога  |
| 2024 | Краківський кінофестиваль                              | Срібний ріг            | Найкращий фільм на соціальні теми          | Перемога  |
| 2024 | Galway Film Fleadh                                     |                        | Найкращий міжнародний документальний фільм | Перемога  |
| 2024 | Гонконзький міжнародний кінофестиваль                  | Жар-птиця              | Найкращий документальний фільм             | Номінація |
| 2024 | Гонконзький міжнародний кінофестиваль                  | Спеціальна відзнака    | Найкращий документальний фільм             | Перемога  |
| 2024 | Docudays UA                                            | RIGHTS NOW!            | Найкращий фільм                            | Номінація |
| 2024 | Dokufest                                               | Премія з прав людини   | Найкращий документальний фільм             | Номінація |
| 2024 | Docville                                               | Приз журі              | Найкращий міжнародний документальний фільм | Номінація |